# 洛陽大伯公宫
洛陽大伯公宫 是位於新加坡洛陽的一座建築群，以供奉道教與印度教神祇以及馬來祠堂而聞名。該廟最初是一間位於海灘邊的小茅屋，但於1996年被大火焚毀。其後於2000年在內陸重建，並在七年後再次遷移。

## 歷史
該廟最初於1980年代非法建立於洛陽海岸附近。根據傳說，幾位本地漁民將他們在海灘上發現的大伯公以及其他道教與印度神像供奉於一座臨時搭建的鋅皮祠堂中供大眾參拜。
不久之後，當地村民「收到神諭」後，又加入了一座馬來祠堂。 初期的建築以及除大伯公外的所有原始神像皆在1996年一場大火中被燒毀。於2000年，一座面積更大的廟宇於原址附近建成，並命名為洛陽大伯公宫。 該廟於2007年8月遷至距海岸約3（1.9英里）的洛陽道20號。
2019年12月，該廟被納入新加坡國家文物局巴西立遺產徑中的5.6（3.5英里）「建築亮點之旅」。

## 建築

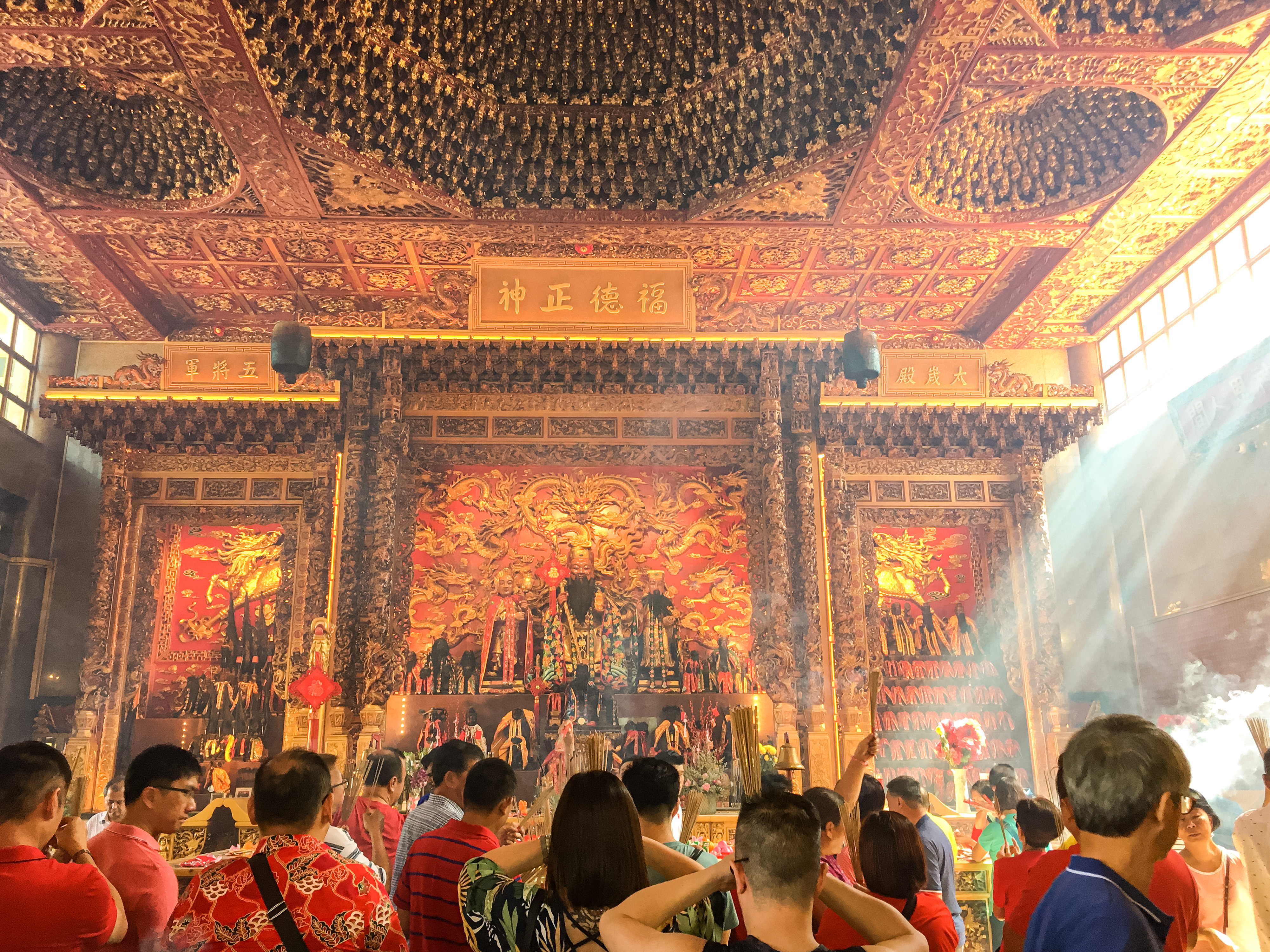
廟宇主殿

主殿供奉多位道教神明，包括大伯公、玉皇大帝以及太歲。 其中亦供奉地藏菩薩塑像。 主殿旁的印度祠堂則供奉約十六尊大象頭神神像。 位於道教與印度祠堂之間的是一座類似墓地形式的拿督公祠堂， 該祠僅允許當天未食用豬肉者進入。 整個廟宇建築群可容納超過十萬名訪客。

### 註解
1. ↑  deBernadi 2016，第98頁.
2. 1 2  Gibson 2025，第136頁.
3. 1 2  Li & Lu 2024，第316頁.
4. ↑  Amrith 2013，第278頁.
5. 1 2  de Jong 2024，第176頁.
6. ↑  Yong 2019.
7. ↑  Chin 2024.
8. 1 2  . National Heritage Board.   [15 January 2025]. （原始内容存档于14 January 2025）.
9. ↑  Sin 2017.
10. ↑  Amrith 2013，第277頁.